# 许耀元
许耀元（1952年12月—），江苏吴江（2012年设苏州市吴江区）汾湖高新区北厍人。中国共产党第十八届中央委员。中国人民解放军上将军衔。
许耀元1969年入伍，先后在中国人民解放军第23军和第23集团军服役，曾任23集团军政治部主任。1997年，任总政治部干部部副部长。2004年，任总政治部干部部部长。2007年，任总政治部主任助理。2010年，任中国人民武装警察部队政治委员。2014年12月与孙思敬上将对调，任中国人民解放军军事科学院政治委员。
2012年7月，晋升为武警上将警衔。

## 家庭
2012年7月，据《姑苏晚报》报道，除许耀元之外，许家还有10名现役军人：
- 五弟许祖元，南京军区现役正师级干部。许祖元的女儿，目前正在部队院校读书。
- 六弟许凤元，曾任沈阳军区某摩步旅政委、某摩步师政委等职，2013年任第40集团军政治部主任，2014年7月晋升为少将，2017年4月任湖南省军区副政委[3]。许凤元的太太是部队医院的军医。
- 大姐许美娟的两个儿子，一个是上海武警部队团级干部，一个是北京卫戍部队营级干部。
- 二哥许明元的女儿是湖州某部队医院护士，女婿是湖州某部营级干部。
- 许耀元的儿子，几年前从军校毕业，目前正在部队服役。
- 四弟许进元的儿子在苏州人武部工作[4]。